# L'estate assassina
L'estate assassina (L'été meurtrier) è un film del 1983 diretto da Jean Becker, tratto dal romanzo omonimo di Sébastien Japrisot, vincitore del Prix des Deux Magots nel 1978. La pellicola è stata presentata in concorso al 36º Festival di Cannes.

## Trama
Nel 1976 la ventenne Éliane si trasferisce a abitare in un villaggio della Provenza insieme al padre paralitico, costretto sulla sedia a rotelle per un incidente di lavoro, e alla madre di origine tedesca. La bellezza della ragazza, il comportamento disinibito e la sua sensualità provocante causano scompiglio tra i giovani del paese.
L'inizio della vicenda è raccontato dalla voce fuori campo del giovane Fiorimondo Montecciari detto Pin-Pon, figlio di un immigrato italiano partito dal meridione per “raggiungere l'America a piedi” e fermatosi in Francia. Florimond (viene sempre chiamato alla francese) ha una relazione con la bigliettaia di un cinema nella vicina città di Carpentras.
Come ogni maschio del paese Florimond ha notato Éliane, che tutti chiamo “Elle” (in francese potrebbe essere il diminutivo di Éliane, ma significa “lei”). Un pomeriggio in discoteca la ragazza balla con Florimond ma lo tratta con distacco, quando lui la invita al ristorante gli risponde seccamente che non deve aspettarsi di portarla a letto se le paga una cena.
Pochi giorni dopo però Elle arriva nell'officina meccanica dove lavora lui con una bicicletta forata. Florimond ha gli attrezzi necessari a casa, la ragazza lo segue; lui vive in una cascina con la madre vedova, la zia sorda (chiamata da tutti “cognata”, in italiano) e due fratelli. La donna, che secondo il figlio “detesta tutto ciò che porta una gonna”, è stizzita dal fatto che lui arrivi insieme a una ragazza esuberante e forestiera come Elle.
Dopo la riparazione lei accetta l'invito a cena per la sera stessa; al ristorante Elle dimostra un carattere forte e un fragile equilibrio, una vulnerabilità psicologica al limite della patologia. Usciti dal ristorante bacia Florimond e dice che vuole tornare a casa con lui.
I due fanno l'amore nascosti nel granaio. Da questo momento la voce off che commenta il film non è più quella di Florimond bensì quella di Elle, e la storia cambia tono. Lo spettatore capisce subito che c'è un mistero sotto il comportamento incoerente delle ragazza, e che per qualche ragione non rivelata lei cerca vendetta contro qualcuno che ancora non ha individuato.
Al risveglio al mattino Elle esce dal granaio e si mostra completamente nuda alla madre di Florimond, poi passa da casa a prendere le proprie cose per andare a vivere da lui. La madre e il marito Gabriel sembrano vivere nel timore della figlia, e nell'ombra di qualche evento traumatico del passato.
L'arrivo della giovane a casa Montecciari provoca uno sconvolgimento. La zia “cognata” la accetta con simpatia e diventa sua complice, ma l'atteggiamento disinibito e aggressivo di Elle sembra fatto apposta per irritare la madre di Florimond. Elle trova alla cascina un piano meccanico che per lei è legato a una violenza sessuale avvenuta in passato ai danni della madre, mostrata con brevi sequenze di flashback.
I due decidono di sposarsi perché Elle scopre di essere incinta; si reca a casa per dirlo alla madre, e le chiede di raccontarle di nuovo la violenza della quale è stata vittima. Nel novembre 1955 abitava in campagna quando una notte di neve arrivò un camion con tre uomini; la donna era sola in casa, i tre la violentarono, costringendola poi a danzare al suono del piano meccanico che trasportavano sul camion.
Elle va in municipio per il certificato di nascita necessario al matrimonio, e in questo modo scopre di essere figlia di padre ignoto. Vorrebbe sapere chi ha portato dai Montecciari il piano meccanico; la“cognata” ricorda benissimo: Florimond era un bambino piccolo e suo padre ancora vivo, i due uomini che trasportavano il piano erano Laballech e suo cognato Thouret, che lavoravano per l'agenzia Ferraldo.
Elle va a Carpentras per cercare conferma, sospetta che il terzo stupratore fosse il padre di suo marito. Riesce con uno stratagemma a vedere i registri del signor Ferraldo, effettivamente nel novembre 1955, nove mesi prima della sua nascita, Leballech trasportò un piano meccanico ai signori Montecciari e non rientrò per la notte. Elle va da Thouret, che ora è agente immobiliare, e poi da Leballech che possiede una segheria, per architettare una trappola e vendicare la violenza.
La ragazza si rende anche conto di avere fatto al padre, scoperto patrigno, un torto impossibile da riparare. In un flashback ricorda infatti l'incidente che l'ha costretto sulla sedia a rotelle: un giorno in cui i due lavoravano da soli in campagna, si lasciò andare a un entusiasmo eccessivo nei confronti della ragazza e la toccò sotto il vestito. Indignata e terrorizzata da quello che credeva un tentativo di incesto, Elle l'aveva colpito alla testa con un attrezzo agricolo causandogli la paralisi. Gabriel non l'aveva denunciata, anzi aveva raccontato di essere caduto dalla scala. Il pensiero del torto fatto a Gabriel perseguita Elle. Il giorno del matrimonio, festeggiato all'aperto, dopo le danze fra le braccia dello sposo Elle scompare senza dire nulla a nessuno. Rosa dal rimorso, va a chiudere scusa a Gabriel, che dall'incidente vive recluso nella propria camera per l'ostilità della figliastra.
L'ho sposata il 17 luglio e il 26 l'ho già perduta, dice sconsolata la voce off di Florimond. Nei giorni successivi al matrimonio il comportamento di Elle è sempre più ambiguo, il marito riesce a farle confessare che la sua gravidanza è solo inventata. La verità è che lei è infelice, pensa Florimond, nel tentativo di giustificarla per amore; La sua vita non è sempre stata facile, ma di sicuro questo lo mostra meno facilmente del fondoschiena. Elle intanto prepara minuziosamente la trappola per la sua vendetta: racconta a una sua ex insegnante della quale asseconda le pulsioni lesbiche di essere stata abusata e costretta a prostituirsi da Leballech e dal cognato; come prova si fa trovare in déshabillé in un appartamento affittato dall'agenzia di Thouret.
Si incontra di nuovo con Leballech, il quale tuttavia ha scoperto che è la figlia di Gabriel Devigne; afferma di non essere stato lui a trasportare il piano meccanico quel giorno del 1955: per un impegno aveva subappaltato il lavoro a Fiero, Rostollan e Brochard, tre conoscenti che rimasero fuori l'intera notte senza fare la consegna. Ma la rivelazione che sconvolge Elle è il fatto che Leballech abbia già ricevuto una visita di suo padre Gabriel diversi anni prima.
Elle corre a casa, implorandolo di dirle la verità. Quando lei aveva nove anni, Gabriel Devigne  fece la medesima indagine; le indica dove trovare tre ritagli di giornale d'epoca che riportano la morte violenta di tre uomini tra Marsiglia e Avignone. Sono gli uomini indicati da Leballech, gli stupratori. Gabriel, che tutti hanno sempre considerato un inetto, ha vendicato in segreto la violenza sessuale per amore della figlia.
Elle rimane sconvolta dalla notizia, ha costruito la sua complessa ipotesi di vendetta su premesse false, contro Leballech e Thouret che sono invece innocenti. Il suo fragile equilibrio va in pezzi, viene ricoverata in una casa di cura perché perde la ragione. Ma la sua trappola scatta comunque: quando Florimond viene a sapere dall'ex insegnante che la moglie è caduta in un giro di ricatti e che è stata costretta a prostituirsi, uccide a colpi di fucile Leballech e il cognato Thouret.

## Il film
Il soggetto del film è tratto dall'omonimo romanzo dello scrittore d'origine italiana Sébastien Japrisot, vincitore del Prix des Deux Magots 1978. Le riprese hanno luogo durante l'estate 1982 nella città di Carpentras, non distante da Avignone, nel pittoresco villaggio collinare di Gordes (Luberon) e nel più piccolo comune di Goult. Il film esce sugli schermi francesi l'11 maggio 1983.
Alain Souchon, che interpreta Florimond Pin-Pon, è già un cantante affermato, con 5 long playing all'attivo. Il ruolo della protagonista è stato cucito nella sceneggiatura sull'attrice Isabelle Adjani, al tempo molto richiesta dopo le intense interpretazioni in film come Lo schiaffo di Claude Pinoteau, Adèle H. di François Truffaut, L'inquilino del terzo piano di Roman Polański e Possession di Andrzej Żuławski. Le reticenze dell'attrice di fronte alle numerose scene di nudo integrale (che comunque non sono riservate solo al suo personaggio ma anche a Maria Machado, Sébastien Japrisot e François Cluzet) e la sua difficoltà di neo-mamma a calarsi in un ruolo di ragazza selvaggia e prevaricante, spingono il regista Jean Becker a ricercare altrove: le scelte successive sono Valérie Kaprisky e la cantante Lio, ma all'ultimo momento Adjani cambia idea e accetta. Fornirà una delle interpretazioni più toccanti della sua carriera che le vale un premio César per la migliore attrice.
L'estate assassina è infatti un implacabile thriller psicologico che all'inizio nasconde molto bene il proprio gioco: finché il mistero non si profila dietro le incomprensibili motivazioni della protagonista, ha l'apparenza di un film leggero che racconta gli amori sfortunati di una ragazza dal carattere ribelle,
un film che respira l'aria del mezzogiorno, immerso nella luce e nel colore dell'estate provenzale.

## Riconoscimenti
- 1983 - Festival di Cannes
  - Candidatura Palma d'oro a Jean Becker
- 1984 - Premio César
  - Miglior attrice protagonista a Isabelle Adjani
  - Migliore attrice non protagonista a Suzanne Flon
  - Miglior adattamento a Jean Becker e Sébastien Japrisot
  - Miglior montaggio a Jacques Witta
  - Candidatura Miglior film
  - Candidatura Migliore regia a Jean Becker
  - Candidatura Migliore attore protagonista a Alain Souchon
  - Candidatura Migliore attore non protagonista a François Cluzet
  - Candidatura Miglior colonna sonora a Georges Delerue

## Curiosità
Durante il Festival di Cannes 1983, Isabelle Adjani snobba i giornalisti evitando apposta di presentarsi alla conferenza stampa del film; per rappresaglia contro un atteggiamento che considerano da diva, quando l'attrice monta i gradini della passerella i fotografi posano ostentatamente le fotocamere per terra e la lasciano passeggiare sul tappeto rosso senza un solo flash, sola contro tutti.